# Addu City
Addu City är ett antal öar i Maldiverna. De ligger i administrativa atollen Seenu Atholhu, i den södra delen av landet. På Addu City finns främst bebyggelse och parkanläggningar.